# Чуприновка
Чуприновка (укр. Чупринівка) — село на Украине, находится в Липовецком районе Винницкой области.
Код КОАТУУ — 0522282803. Население по переписи 2001 года составляет 146 человек. Почтовый индекс — 22510. Телефонный код — 4358.
Занимает площадь 0,611 км².

## Адрес местного совета
22510, Винницкая область, Липовецкий р-н, с. Константиновка, ул. Ленина, 34

## Галерея

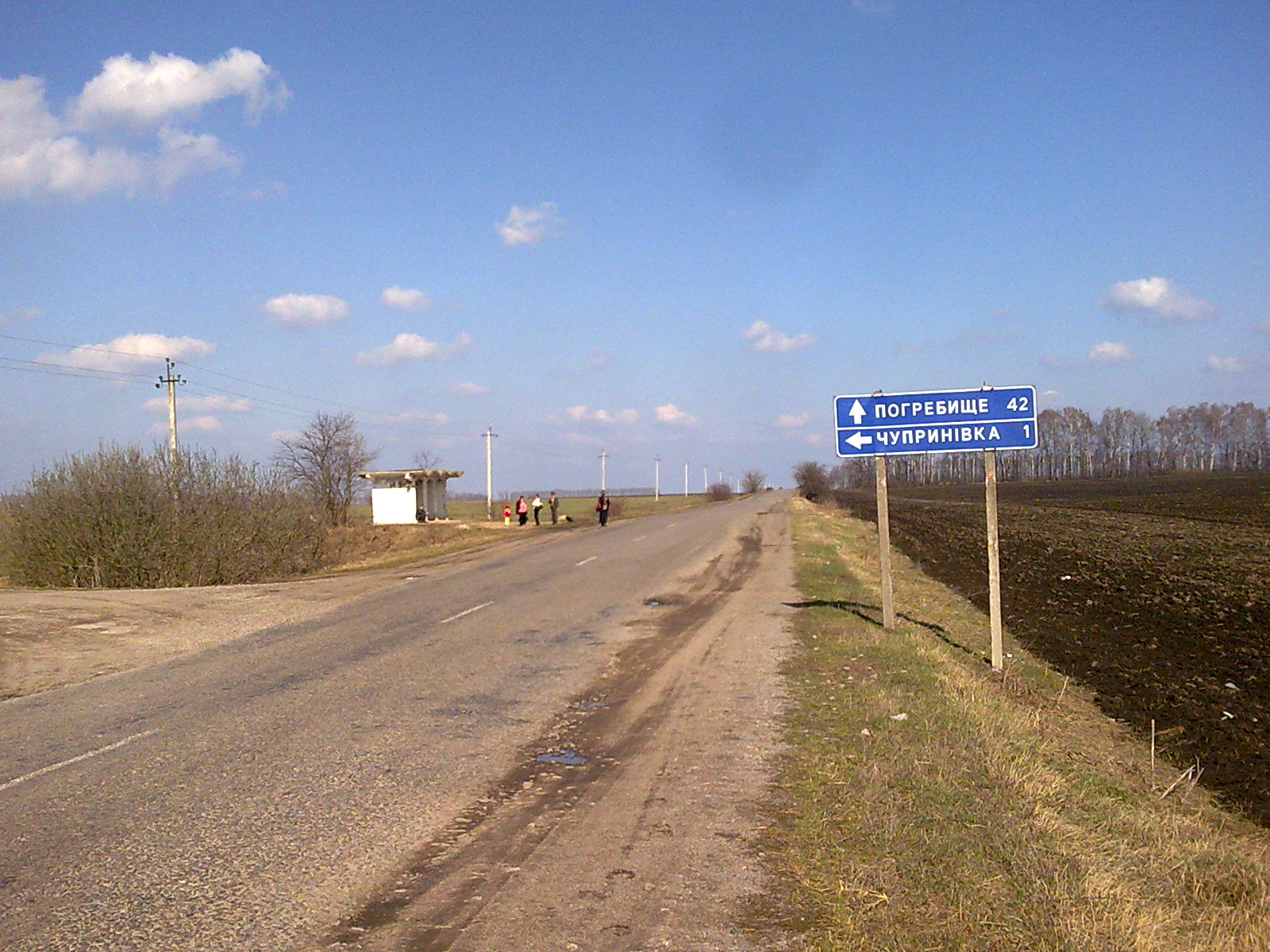
Поворот на Чуприновку с автодороги Турбов — Погребище и автобусная остановка "Чуприновка"
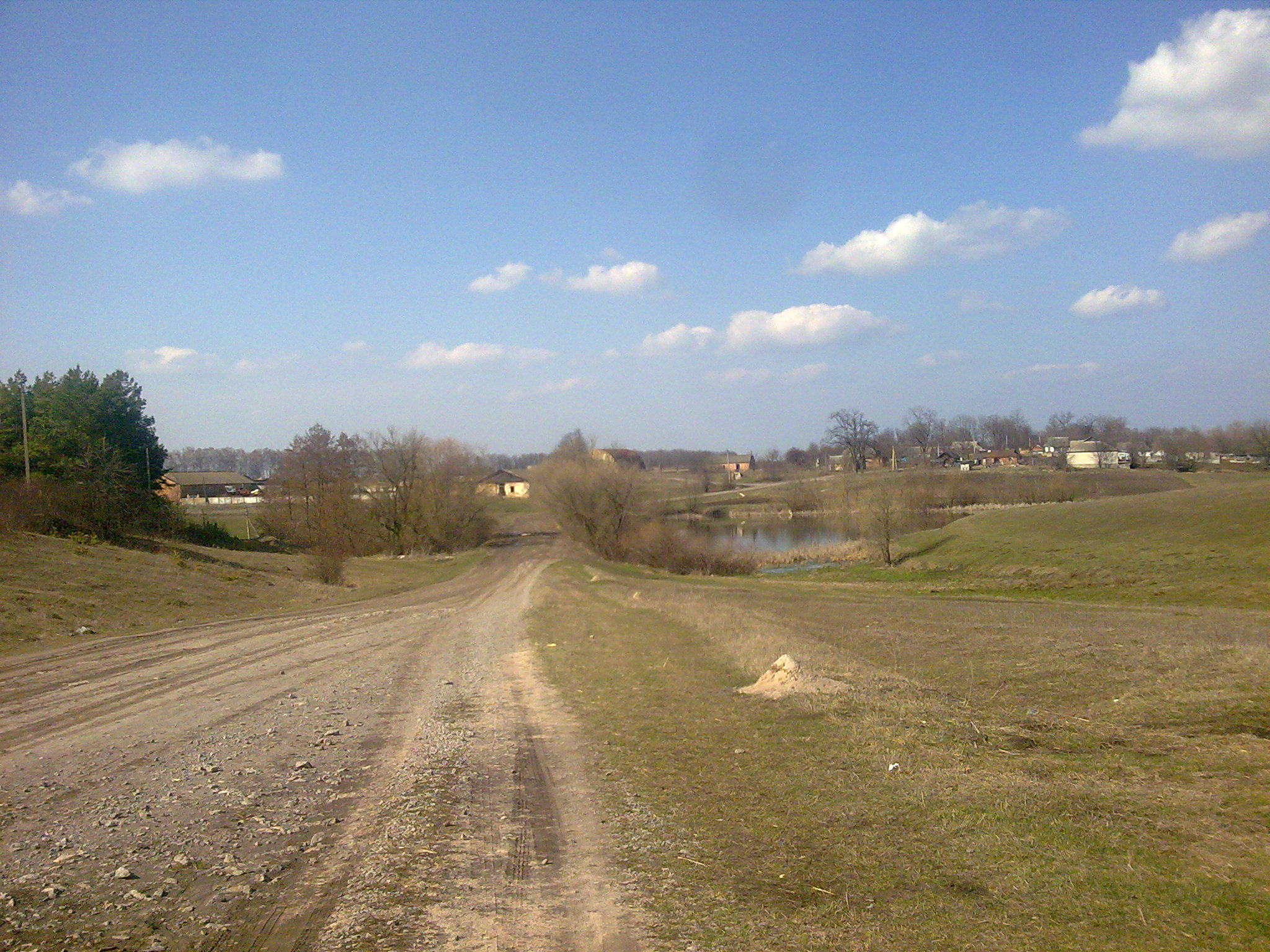
Панорама села
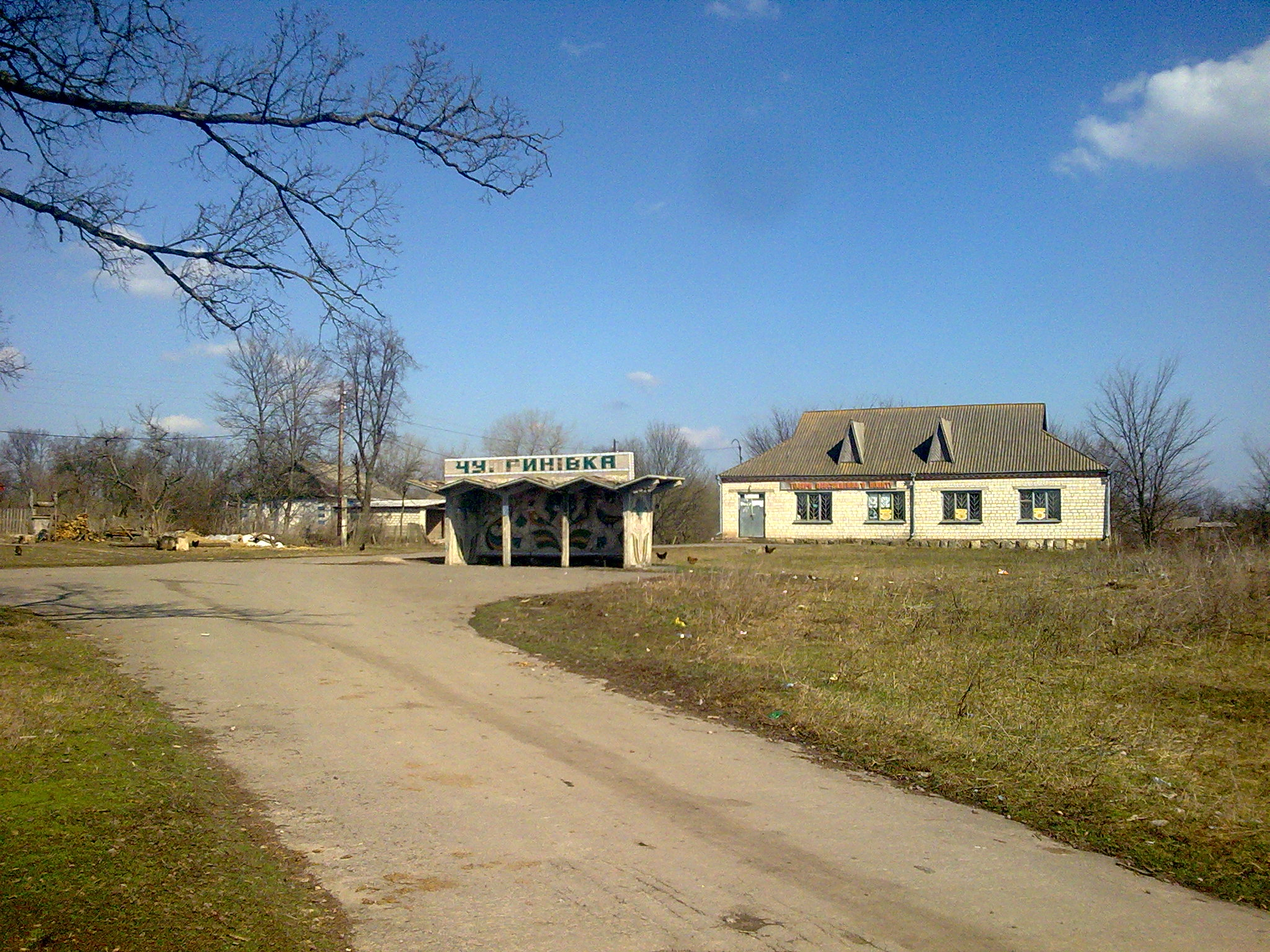
В центре села
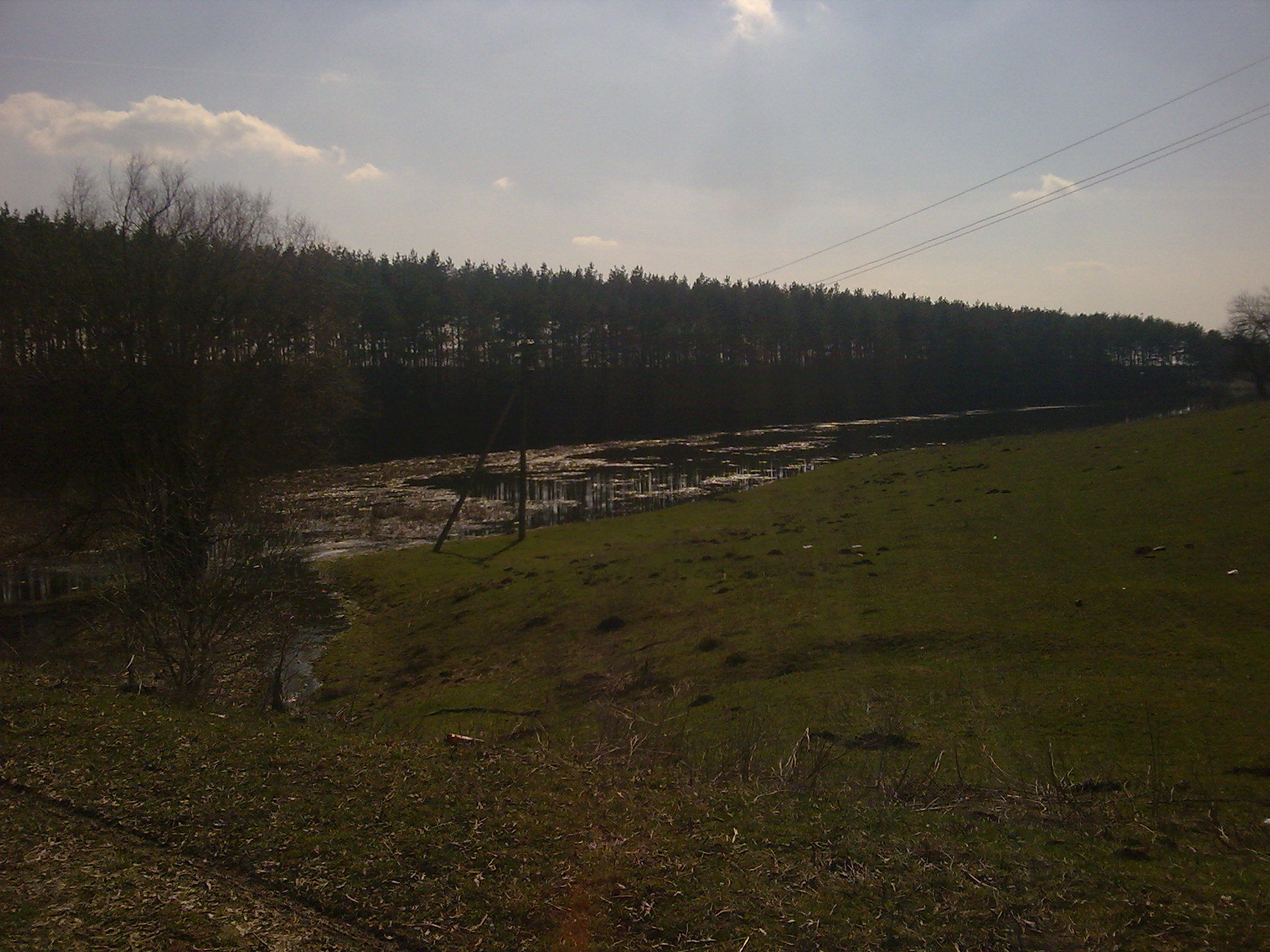
Река и лесополоса